# Zemljiški dolg
Zemljíški dôlg je pravica stvarnega prava, katere vsebina je zahtevati poplačilo denarnega zneska iz vrednosti nepremičnine pred drugimi upniki s slabšim vrstnim redom. Zemljiški dolg ima podobne lastnosti kot zastavna pravica, le da je možen le na nepremičnini in kot zavarovanje obveznosti ni odvisen od obstoja terjatve za katero je bil ustanovljen. V Sloveniji zemljiški dolg obstaja z uveljavitvijo stvarnopravnega zakonika leta 2002.

## Ustanovitev
Zemljiški dolg lahko ustanovi le lastnik v bodoče obremenjene nepremičnine z vknjižbo v zemljiško knjigo. Predpisana je obličnost neposredno izvršljivega notarskega zapisa. S predlogom izda sodišče zemljiško pismo, ki je prenosljiv vrednostni papir.
Ta enostranski pravni posel lahko sklene tudi hipotekarni upnik v soglasju z lastnikom, če gre za spremembo s hipoteke v zemljiški dolg.

## Poslovanje
Zemljiško pismo se prenaša z indosamentom. Sam prenos z neprekinjenim indosamentom je enak prenosu zemljiškega dolga. Prednost je (ob predčasni ustanovitvi) enostavna ponudba nepremičninskega zavarovanja kreditojemalcu.

## Izpolnitev
Pravica, ki obstaja v zemljiškem pismu, ugasne z izbrisom vknjižbe v zemljiško knjigo. Izbris je možen le s predložitvijo zemljiškega pisma. Praviloma zahteva izbris vknjižbe lastnik, ko mu je bilo pismo vročeno. Izbris se lahko opravi pred zapadlostjo plačila. 